# Sarothrogastra edulis
Sarothrogastra edulis är en skalbaggsart som först beskrevs av Karsch 1881.  Sarothrogastra edulis ingår i släktet Sarothrogastra och familjen långhorningar.
Artens utbredningsområde är São Tomé. Inga underarter finns listade i Catalogue of Life.